# Пирсон, Найджел
На́йджел Грэм Пи́рсон (англ. Nigel Graham Pearson; род. 21 августа 1963, Ноттингем) — английский футболист и футбольный тренер. Выступал на позиции защитника. После завершения карьеры футболиста тренировал ряд известных английских клубов, среди них «Лестер Сити», «Дерби Каунти», «Уотфорд».

## Клубная карьера
Во взрослом футболе Пирсон начал карьеру в клубе второго дивизиона «Шрусбери Таун», за который играл на протяжении шести сезонов. В 1987 году за 250 тыс. фунтов перешёл в клуб первого дивизиона «Шеффилд Уэнсдей», вместе с которым победил в Кубке Футбольной лиги в 1991 году. В 1994 году за 750 тыс. фунтов был приобретён клубом «Мидлсбро» в котором играл до конца своей карьеры в 1998 году.

## Тренерская карьера
После завершения карьеры футболиста Пирсон стал тренером в клубе «Карлайл Юнайтед», которым руководил на протяжении одного сезона, после этого на протяжении девяти лет, на должности главного тренера нигде не работал, трудясь в различных клубах на должностях ассистента тренера или селекционера, за это время он несколько раз был временно исполняющим обязанности главного тренера, в таких клубах как «Вест Бромвич Альбион» и «Ньюкасл Юнайтед». В 2008 году стал главным тренером клуба «Саутгемптон», с тех пор работал на должности главного тренера в различных клубах английского чемпионшипа.
С 2011 по 2015 год Пирсон являлся главным тренером клуба «Лестер Сити», с которым он вышел в Премьер-лигу в 2014 году. В следующем сезоне Пирсон смог спасти «Лестер Сити» от вылета в Чемпионшип, несмотря на то что клуб находился на момент Рождества находился на последнем месте в таблице. Этого удалось добиться благодаря тому, что в последних 10 матчах чемпионата команда выиграла 7 матчей и свела один вничью. Пирсон покинул клуб тем же летом, после чего Клаудио Раньери привёл команду к чемпионству в 2016 году.
После года вне футбола Пирсон подписал в мае 2016-го трёхлетний контракт с «Дерби Каунти», но в конце сентября этого же года был отстранён от своей должности из-за конфликта с руководством клуба, а в начале октября стороны расторгли соглашение по обоюдному согласию.
В декабре 2019 года Пирсон стал тренером «Уотфорда». 19 июля 2020 года он был неожиданно уволен из «Уотфорда» за два тура до конца чемпионата.
В феврале 2021 года был назначен главным тренером клуба «Бристоль Сити», выступающего в Чемпионшипе.

## Статистика тренера
| Команда                      | С                | До              | Результат | Результат | Результат | Результат | Результат | Прим.        |
| Команда                      | С                | До              | И         | В         | Н         | П         | Поб, %    | Прим.        |
| ---------------------------- | ---------------- | --------------- | --------- | --------- | --------- | --------- | --------- | ------------ |
| Карлайл Юнайтед              | 17 декабря 1998  | 17 мая 1999     | 30        | 5         | 13        | 12        | 016,7     | [ 5 ]        |
| Вест Бромвич Альбион (и. о.) | 18 сентяюря 2006 | 17 октября 2006 | 4         | 3         | 1         | 0         | 075,0     | [ 5 ] [ 6 ]  |
| Англия (мол.) (и. о.)        | 24 марта 2007    | 24 марта 2007   | 1         | 0         | 1         | 0         | 000,0     | [ 7 ]        |
| Ньюкасл Юнайтед (и. о.)      | 6 мая 2007       | 15 мая 2007     | 1         | 0         | 1         | 0         | 000,0     | [ 5 ] [ 8 ]  |
| Ньюкасл Юнайтед (и. о.)      | 9 января 2008    | 16 января 2008  | 2         | 1         | 0         | 1         | 050,0     | [ 5 ] [ 9 ]  |
| Саутгемптон                  | 18 февраля 2008  | 30 мая 2008     | 14        | 3         | 7         | 4         | 021,4     | [ 5 ] [ 10 ] |
| Лестер Сити                  | 20 июня 2008     | 29 июня 2010    | 107       | 55        | 30        | 22        | 051,4     | [ 5 ]        |
| Халл Сити                    | 29 июня 2010     | 15 ноября 2011  | 64        | 23        | 20        | 21        | 035,9     | [ 5 ] [ 11 ] |
| Лестер Сити                  | 15 ноября 2011   | 30 июня 2015    | 182       | 85        | 38        | 59        | 046,7     | [ 5 ] [ 11 ] |
| Дерби Каунти                 | 27 мая 2016      | 8 октября 2016  | 14        | 3         | 5         | 6         | 021,4     | [ 5 ] [ 12 ] |
| Ауд-Хеверле Лёвен            | 22 сентября 2017 | 3 февраля 2019  | 56        | 18        | 15        | 23        | 032,1     | [ 13 ]       |
| Уотфорд                      | 6 декабря 2019   | 19 июля 2020    | 22        | 7         | 5         | 10        | 031,82    | [ 5 ]        |
| Бристоль Сити                | 24 февраля 2021  | 29 октября 2023 | 131       | 42        | 32        | 57        | 032,06    | [ 5 ]        |
| Итог                         | Итог             | Итог            | 627       | 245       | 168       | 214       | 039,07    |              |

## Достижения
- Обладатель Кубка Футбольной лиги: 1990/91
- Финалист Кубка Англии: 1996/97
- Приз Алана Хардекера: 1991